# Astrid Posner
Astrid Posner (* 23. August 1974 in Berlin) ist eine deutsche Schauspielerin, Tänzerin und Choreografin.

## Leben und Karriere
Astrid Posner, die mittlere von drei Geschwistern, erhielt schon mit fünf Jahren eine Ballettausbildung und stand bereits im Alter von sechs Jahren und später als Jugendliche als Tänzerin auf der Bühne. Nach dem Abitur ging Posner nach Rotterdam und studierte dort von 1993 bis 1996 an der Hochschule für Musik und Theater. Posner absolvierte eine fächerübergreifende Ausbildung in den Fächern Schauspiel, Tanz und Gesang. Ihre Tanzausbildung umfasste neben dem klassischen Tanz auch die Bereiche Modern Dance, Jazztanz und Hip-Hop.
Seit 1991 arbeitete Posner mit der Manuel Mandon Dance Company, bei der sie als Tänzerin und Choreografin tätig war. Von 1996 bis 1999 war sie als Tänzerin in verschiedenen Choreografien von Mischa van Dullemen, Manuel Joel Mandon, Conny Janssen und Itzik Galili zu sehen und realisierte auch eigene Tanztheaterprojekte. Tourneen führten Posner mit der Manuel Mandon Dance Company unter anderem nach Belgien, Deutschland, Italien, Japan und nach Dubai. Neben ihrer Tätigkeit als Schauspielerin ist sie bis heute weiterhin auch als Tänzerin und Choreografin tätig.
Ende 1999 kehrte Posner nach Berlin zurück und legte den Schwerpunkt ihrer künstlerischen Tätigkeit nun auf die Schauspielerei. Seit 2000 war Posner regelmäßig im deutschen Fernsehen zu sehen. Sie spielte dabei mehrere durchgehende Serienrollen, wiederkehrende Episodenrollen und auch Gastrollen.
2003 übernahm Posner für einige Folgen die Rolle der Friedrike Hardenberg in der RTL-Fernsehserie Hinter Gittern. 2004 spielte sie mit komischem Talent und schwäbischem Akzent die Tochter eines Comic-Verlagsinhabers aus Stuttgart in der erfolgreichen ARD-Serie Berlin, Berlin. Im Juli 2005 war sie als junge Mutter und deutsche Ehefrau eines italienischen Pizzeriabesitzers im Tatort: Bienzle und der Sizilianer zu sehen. Ebenfalls 2005 spielte sie als Modejournalistin Monique Westermann in einigen Folgen der Telenovela Verliebt in Berlin mit.
Größere Bekanntheit erlangte Posner dann insbesondere ab 2006 durch die durchgehende Serienhauptrolle der Kirsten Reinicke in der ARD-Vorabendserie Das Geheimnis meines Vaters; sie spielte darin eine Buchhändlerin und Cafébesitzerin. Als beste Freundin und Ratgeberin stand sie dabei der weiblichen Filmhauptrolle Jule zur Seite. 2008 spielte sie in der ARD-Serie Rote Rosen ebenfalls eine durchgehende Hauptrolle, die Rechtsanwältin Cathrin.
Das ZDF besetzte Posner 2004 in der Inga-Lindström-Verfilmung Inselsommer und 2009 in dem Fernsehfilm Lass es Liebe sein aus der Fernsehreihe Rosamunde Pilcher. Eine intensive schauspielerische Darstellung zeigte Posner ebenfalls 2009 in der ARD-Serie In aller Freundschaft. Sie spielte darin eine junge Frau, die einen Suizidversuch unternimmt. Seit 2011 verkörpert sie in der ZDF-Serie Der Staatsanwalt die Rolle der Gerichtsmedizinerin Dr. Judith Engel. Eine wiederkehrende Serienrolle hatte sie 2012–2015 in der ZDF-Serie Die Rosenheim-Cops; sie spielte die reiche junge Witwe Marion Süßmayr, die zeitweilig eine Affäre mit dem Aushilfskommissar Dirk Bergmann (Florian Fitz) hat.
Posner spielte auch in einigen Kinofilmen und mehreren Kurzfilmen mit. So spielte sie 2009 mit Til Schweiger in dem Film Phantomschmerz und 2007 an der Seite von Christoph Maria Herbst und Hannelore Elsner in dem Kinofilm Jakobs Brüder.
Posner absolvierte ab 1999 außerdem ein Studium in Publizistik, Kommunikationswissenschaften und Theaterwissenschaften an der Freien Universität Berlin und schloss dieses als Magistra Artium (MA) ab. Sie arbeitet auch als Coach in der Medienbranche und als freiberufliche Kommunikationstrainerin in Wirtschaft und Politik.
Posner lebt in Berlin.

## Filmografie (Auswahl)
- 2001: Ein Vater zum Verlieben (Fernsehfilm)
- 2003: Balko – Alte Rechnungen (Fernsehserie)
- 2003: Alarm für Cobra 11 – Feuertaufe (Fernsehserie)
- 2003: Die Rosenheim-Cops – Im Auftrag seiner Majestät (Fernsehserie)
- 2003: Für alle Fälle Stefanie – Kinder hin, Kinder her (Fernsehserie)
- 2003: Wilsberg und der stumme Zeuge (Fernsehreihe)
- 2003: Hinter Gittern (Fernsehserie)
- 2003: Adelheid und ihre Mörder – Zwei Morde und ein halber (Fernsehserie)
- 2004: Berlin, Berlin (Fernsehserie)
- 2004: Inga Lindström: Inselsommer (Fernsehreihe)
- 2004: Ein Mann zum Vernaschen (Fernsehfilm)
- 2005: Tatort – Bienzle und der Sizilianer (Fernsehreihe)
- 2005: Verliebt in Berlin (Fernsehserie)
- 2005: SOKO Leipzig – Der Japaner (Fernsehserie)
- 2005: SOKO Wismar – Tödliche Freundschaft (Fernsehserie)
- 2005: Vorsicht Schwiegermutter! (Fernsehfilm)
- 2006: SOKO Köln – Eine Leiche zum Frühstück (Fernsehserie)
- 2006: Lilly Schönauer: Liebe hat Flügel (Fernsehreihe)
- 2006: Das Geheimnis meines Vaters (Fernsehserie)
- 2008: Küstenwache – Im Todesgriff (Fernsehserie)
- 2008: Rote Rosen (Fernsehserie)
- 2009: Phantomschmerz
- 2009: In aller Freundschaft – Folge 437: Nichts als Erinnerung (Fernsehserie)
- 2009: Die Rosenheim-Cops – Tod eines ehrenwerten Mannes (Fernsehserie)
- 2009: Rosamunde Pilcher – Lass es Liebe sein (Fernsehreihe)
- 2010: Kommissar LaBréa – Todesträume am Montparnasse (Fernsehreihe)
- 2010: Mörderischer Besuch (Fernsehfilm)
- 2011: Danni Lowinski – Tabu (Fernsehserie)
- seit 2011: Der Staatsanwalt (Fernsehserie)
- 2012: Heiter bis tödlich: Morden im Norden – Ein Sarg für zwei (Fernsehserie)
- 2012: Die Rosenheim-Cops – Der Club des toten Dichters (Fernsehserie)
- 2012: online – meine Tochter in Gefahr (Fernsehfilm)
- 2014: Die Rosenheim-Cops – Zu Tode meditiert (Fernsehserie)
- 2015: Die Rosenheim-Cops – Der Tod des Grafen (Fernsehserie)
- 2015: Alarm für Cobra 11 – Die Autobahnpolizei – Space (Fernsehserie)
- 2016: SOKO Köln – Blutige Abrechnung (Fernsehserie)
- 2020: Der Staatsanwalt: Null Toleranz (Auftaktfilm zur 15. Staffel)
- 2024: Die Rosenheim-Cops – Jubiläum in Rosenheim (Fernsehserie)